# Begonia hatacoa
Begonia hatacoa es una especie de planta perenne perteneciente a la familia Begoniaceae. Es originaria de Asia.

## Descripción
Son hierbas aromáticas, que alcanzan un tamaño de 30-65 cm de altura. El rizoma no se ve. Vástago de ramificación dos o más. Hojas caulinares; con estípulas lanceoladas, de 6-10 mm, acuminadas membranosa; pecíolo de 8-24 mm, densamente hirsuto marrón, hoja ovado-lanceoladas a elíptico-lanceoladas, asimétricas, 6-9.6 × 2.1-3.2 cm, envés pubescente marrón, adaxialmente glabro o subglabro, ápice acuminado a largo caudado. Las inflorescencias glabras; con pedúnculo de 2-3,1 cm; brácteas estrechamente elípticas a lanceoladas, 5-8 × 1.5-3.5 mm, membranosas. Flores estaminadas: 5-10 mm pedicelo, tépalos 4. Flores pistiladas: tépalos 5, desiguales, la mayor anchamente ovadas, de 7 × 4 mm. El fruto es una cápsula colgante, oblonga, de 14 × 8 mm, con tres alas desiguales, ala abaxial ampliamente encorvada, 1.5-2 cm × 6-9 mm, ápice redondeada; las alas laterales más pequeñas, de 4 mm. Fl. Oct-Nov, fr. Diciembre-enero.

## Distribución y hábito
Se encuentra en los bosques siempreverdes de hoja ancha, en las rocas sombreadas en ambientes húmedos o en las laderas de los arroyos; a una altitud de 1200-1500 metros, en Xizang en China y en Bhután, India y Nepal.

## Taxonomía
Begonia hatacoa fue descrita por Buch.-Ham. ex D.Don y publicado en Prodromus Florae Nepalensis 233. 1825.
Etimología
Begonia: nombre genérico, acuñado por Charles Plumier, un referente francés en botánica, honra a Michel Bégon, un gobernador de la excolonia francesa de Haití, y fue adoptado por Linneo.
hatacoa: epíteto
Variedades
- Begonia hatacoa var. hatacoa
- Begonia hatacoa var. meisneri (Wall. ex C.B.Clarke) Golding

Híbrido
- Begonia × eximia Lem.